# François Gilliot
Pour les articles homonymes, voir Gilliot.
François Philibert Gilliot est un homme politique français né le 20 juin 1822 à Bligny-sur-Ouche (Côte-d'Or) et mort le 10 juillet 1896 à Cussy-en-Morvan.

## Biographie
Notaire à Cussy-en-Morvan, il devient conseiller général du canton de Lucenay-l'Évêque en 1870. Il est député de Saône-et-Loire de 1876 à 1885, inscrit au groupe de la Gauche républicaine. Il est l'un des « 363 » qui refusent la confiance au gouvernement de Broglie, le 16 mai 1877. Réélu en octobre 1877 et en 1881, il est battu en 1885. Il devient préfet des Basses-Alpes puis de l'Ardèche.

## Sources
- « François Gilliot », dans Adolphe Robert et Gaston Cougny, Dictionnaire des parlementaires français, Edgar Bourloton, 1889-1891 [détail de l’édition]